# Henrique Pellicano
Henrique Pellicano, född den 28 februari 1974 i Rio de Janeiro, är en brasiliansk seglare.
Han tog OS-brons i tornado i samband med de olympiska seglingstävlingarna 1996 i Atlanta.